# アイ・オブ・ザ・タイガー
アイ・オブ・ザ・タイガー（英:Eye of the Tiger）とは、アメリカのロックバンド「サバイバー」が1982年にリリースした楽曲である。

## 解説
サバイバーの3作目のアルバム『アイ・オブ・ザ・タイガー』の1曲目に収録されている曲。
サバイバー初となるビルボード1位を記録した他、全英・全豪でも1位の売り上げを記録しており（その後、ビルボードにおいては6週連続1位を記録している）、グラミー賞の最優秀ロック・パフォーマンス部門を受賞している。
この曲はシルヴェスター・スタローン自身の依頼で作曲されたもので、彼の監督・主演の「ロッキー3」の主題歌として使用されヒットのきっかけともなった。
ハルク・ホーガンの入場曲などをはじめとして各種テーマソングとして引用・使用されている。

## カヴァー
- ポール・アンカ - カヴァー・アルバム『Rock Swings』（2005年）に収録[4]。